# Valina
La valina (abreviada Val o V) es uno de los veinte aminoácidos codificados por el ADN en la Tierra, cuya fórmula química es HO2CCH(NH2)CH(CH3)2. En el ARN mensajero, está codificada por GUA, GUG, GUU o GUC. Nutricionalmente, en humanos, es uno de los aminoácidos esenciales. Forma parte integral del tejido muscular, puede ser usado para conseguir energía por los músculos en ejercitación, posibilita un balance de nitrógeno positivo e interviene en el metabolismo muscular y en la reparación de tejidos.
La valina es la responsable de una enfermedad genética conocida como anemia de células falciformes, la persona que la padece tiene un tipo de hemoglobina especial llamada hemoglobina S, que hace que los glóbulos rojos tengan una forma de hoz en vez de tener la tradicional forma de plato, y que tengan una vida media entre seis y diez veces menor, causando anemia y otras complicaciones.
La anemia de células falciformes se produce por una codificación anómala de la hemoglobina por la que la valina ocupa el lugar de otro aminoácido, el ácido glutámico.

## Historia
La valina fue aislada por primera vez a partir de la caseína en 1901 por Emil Fischer. El nombre proviene del ácido valérico, que a su vez lleva el nombre de la planta de la valeriana, debido a la presencia del ácido en las raíces de la planta.

## Biosíntesis
Valina es un aminoácido esencial, por lo que debe ser digerido, normalmente como un componente de proteínas. Es sintetizado en plantas a través de muchos pasos a partir del ácido pirúvico. La cascada inicial también termina en leucina. El intermediario, ácido α-oxoisovalerianico, pasar por una aminación con glutamato. Enzimas involucradas en la biosíntesis incluyen:
- Acetohidroxiácido sintasa
- Ácido acetohidroxi isomeroreductasa
- Dihidroxi-ácido deshidratasa
- Valina aminotransferasa

## Enfermedades metabólicas
La degradación de la valina está alterada en las siguientes enfermedades metabólicas:
- Acidemia propiónica

- Aciduria malónica y metilmalónica combinada (CMAMMA)
- Aciduria metilmalónica
- Enfermedad del jarabe de arce